# HD 49976
HD49976 — хімічно пекулярна зоря спектрального класу A1, що має видиму зоряну величину в смузі V приблизно  6,3.
Вона  розташована на відстані близько 329,8 світлових років від Сонця.

## Фізичні характеристики
Зоря HD49976 обертається 
порівняно повільно 
навколо своєї осі. Проєкція її екваторіальної швидкості на промінь зору становить  Vsin(i)= 31км/сек.
Телескоп Гіппаркос зареєстрував фотометричну змінність  даної зорі з періодом    2,98 доби в межах від  Hmin= 6,34 до  Hmax= 6,30.

## Пекулярний хімічний вміст
Зоряна атмосфера HD49976 має підвищений вміст 
Cr
.

## Магнітне поле
Спектр даної зорі вказує на наявність магнітного поля у її зоряній атмосфері.
Напруженість повздовжної компоненти поля оціненої з аналізу
наявних ліній металів
становить 1488,8± 358,0 Гаус.